# Garfield Todd

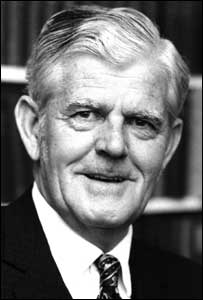
Reginald Stephen Garfield Todd

Sir Reginald Stephen Garfield Todd (* 13. Juli 1908 in Invercargill, Neuseeland; † 13. Oktober 2002 in Bulawayo) war von 1953 bis 1958 Premierminister von Südrhodesien. Er wurde später ein Gegner der weißen Vorherrschaft in Rhodesien.

## Leben
Todd kam 1934 als Missionar von Neuseeland nach Südrhodesien und leitete die Dadaya New Zealand Churches of Christ Mission School. Dort arbeitete er mit Robert Mugabe zusammen. Im Jahr 1948 wurde er in das Parlament gewählt. 

### Premierminister von Südrhodesien
Er folgte am 7. September 1953 Godfrey Martin Huggins in das Amt des Premierministers, nachdem dieser Premierminister der Föderation von Rhodesien und Njassaland wurde.
Auf seine Regierung gehen Reformen zur Verbesserung der Bildung der schwarzen Mehrheit zurück. So verdoppelte er unter anderem die Anzahl der Grundschulen. Auch führte er die Bezeichnung „Herr“ statt der bisherigen Bezeichnung „AM“ (African Male – Afrikaner männlich) für schwarze Afrikaner ein. Des Weiteren erlaubte er ihnen den Konsum europäischen Bieres und Weines. Seine Regierung arbeitete an einer Legalisierung von Beziehungen zwischen weißen Männern schwarzen Frauen. Für die weiße Minderheit waren diese Pläne allerdings zu radikal und gefährlich, da sie ihren Machtanspruch gefährdet sah. Seine Partei drängte Todd am 17. Februar 1958 zum Rücktritt.

### Nach seinem Rücktritt
Todd stand der weißen Minderheitsregierung mit der Zeit immer kritischer gegenüber. So war er auch ein Gegner der einseitigen Unabhängigkeitserklärung von 1965. Er versuchte an der Universität Edinburgh die britische Bevölkerung über das von der Regierung Smith verübte Unrecht an der schwarzen Bevölkerung aufzuklären, doch die Regierung verbot ihm die Ausreise und stellte ihn unter Hausarrest. Im Jahr 1972 waren Todd und seine Tochter Judith das zweite Mal inhaftiert. Judith musste schließlich ins Exil gehen, während ihr Vater auf seiner Farm in der Nähe von Bulawayo verblieb.

### In  Simbabwe
Im Jahr 1980 erlangte Rhodesien als Simbabwe die Unabhängigkeit von Großbritannien. Todd wurde am 8. April 1980 in den Senat berufen und blieb dort bis zu seiner Pensionierung 1985. Die Gewalt des Mugabe-Regimes an Oppositionellen enttäuschte Todd. 1986 wurde er von Königin Elisabeth II. zum Knight Bachelor geschlagen. Wegen seiner Kritik an Mugabe verlor er 2002 die Staatsbürgerschaft von Simbabwe.